# Deltochilum carinatum
Deltochilum carinatum es una especie de escarabajo del género Deltochilum, tribu Deltochilini, familia Scarabaeidae. Fue descrita científicamente por Westwood en 1837.
Se mantiene activa durante todos los meses del año. Habita en bosques siempreverdes y montanos a altitudes que van desde los 245 hasta 1290 metros sobre el nivel del mar. Especie bajo preocupación menor según la Lista Roja de la UICN.

## Distribución
Se distribuye por Brasil, Colombia, Guayana Francesa, Ecuador, Surinam, Perú, Costa Rica, Guyana y Venezuela.